# بئاندرارزونا
بئاندرارزونا (به لاتین: Beandrarezona) یک منطقهٔ مسکونی در ماداگاسکار است که در بالانانا واقع شده‌است. بئاندرارزونا ۱۲٬۰۰۰ نفر جمعیت دارد و ۹۳۸ متر بالاتر از سطح دریا واقع شده‌است.